# Масяково
Масяково (баш. Мәсәк) — деревня в Кигинском районе Башкортостана, входит в состав Абзаевского сельсовета.

## Население
| 2002 | 2009 | 2010 |
| ---- | ---- | ---- |
| 213  | ↗217 | ↗225 |

Национальный состав
Согласно переписи 2002 года, преобладающая национальность — башкиры (95 %).

## Географическое положение
Расстояние до:
- районного центра (Верхние Киги): 31 км,
- центра сельсовета (Абзаево): 3 км,
- ближайшей ж/д станции (Сулея): 74 км.

## Известные жители
- Шарипова, Гульчачак Табрисовна (род. 28 апреля 1958) — актриса Салаватского государственного башкирского драматического театра, Заслуженная артистка Республики Башкортостан (1999), Народная артистка Республики Башкортостан (2008).